# Patkov gušt
Patkov gušt je druga najduža vertikalna jama na svijetu. Nalazi se na Velebitu u Nacionalnom parku Sjeverni Velebit u području Hajdučkih kukova.
Otkrio ju je speleološki tim na čelu s Damirom Lackovićem za vrijeme speleoloških istraživanja zagrebačkih speleologa PDS "Velebit" i jednog porečkih speleologa 2. kolovoza 1997. godine. Dobila je ime po hrvatskom speleologu i roniocu Zoranu Stipetiću-Patku, koji je poginuo za vrijeme testiranja ronilačke opreme za potrebe speleologije u Lukinoj jami na Velebitu.
Duboka je 553 metra, kružnog je oblika, dok je dno ravno, dimenzija 40*30 metara.
Jama je peta po dubini u Hrvatskoj, a ono što je čini posebnom je njezina vertikala od samog ulaza do dna, tako da je na drugom mjestu liste jama s najvećim vertikalama na svijetu. Veću vertikalu, od 643 m, ima za sada samo jama Vrtoglavica u Sloveniji.

## Vanjske poveznice
- Patkov gušt